# خوشی یک روز
خوشی یک روز (به انگلیسی: A Day's Pleasure) فیلمی کوتاه و صامت، به کارگردانی چارلی چاپلین با بازی چاپلین، ادنا پرواینس، جسلین ون ترامپ، باب کلی، جکی کوگان، تام ویلسون، بیب لاندن، هنری برگمن و لویال آندروود محصول سال ۱۹۱۹ است.